# Западинцы (Красиловская городская община)
Западинцы (укр. Западинці) — село в Хмельницком районе Хмельницкой области Украины.
Население по переписи 2001 года составляло 998 человек. Почтовый индекс — 31072. Телефонный код — 3855. Занимает площадь 6,476 км². Код КОАТУУ — 6822782901.

## Известные люди
В селе родились:
- Аристов, Сергей Васильевич (1909—?) — советский военачальник, полковник.
- Курко, Александр Петрович (1913—1995) — Герой Советского Союза.
- Садовский, Виталий Михайлович (1950—2009) — украинский художник и иконописец.

## Местная власть
31000, Хмельницкая обл., Хмельницкий р-н, г. Красилов, пл. Независимости, 2